# 金鳳凰
《金鳳凰》（英語：The Conspiracy）是香港亞洲電視製作的電視劇集，在1987年4月首播，共25集，本劇由盧榮光故事編審、袁浩泉監製。劇集以南宋為時代背景講述夏侯世家奉命進入金國營救宋徽宗、宋欽宗二帝的故事。

## 劇集內容
夏侯世家一門女傑，藝高膽大不讓鬚眉，宋高宗忌憚其勢力，故意派之入金，表面救二聖，實為送死。中間穿插了宋國虎牢關守將龍騰與夏侯翠纓、夏侯紫纓的三角戀，以及金國將軍完顏桑哥和夏侯藍纓的異族悲戀，後又有龍騰身世被揭，原來他亦為金人，乃完顏桑哥的二哥，龍騰遂與桑哥連手除去野心勃勃的大哥完顏哈赤奴。但夏侯世家已傷亡慘重，桑哥與藍纓因黛瑪介入而不得善終，龍騰與翠纓亦遭宋高宗狙殺，所有人物全部犧牲。

## 主要演員
- 潘志文 飾 龍騰
- 吳寧 飾 夏侯翠纓
- 伍衛國 飾 完顏桑哥
- 葉玉卿 飾 夏侯藍纓
- 陳迪華 飾 夏侯紫纓
- 黃樹棠 飾 完顏哈赤奴
- 區凱鈴 飾 夏侯紅纓
- 苑麗瓊 飾 夏侯彩纓
- 于楓 飾 楊素蠻
- 梁蘭思 飾 古橫波
- 關偉倫 飾 祝水（ 夏侯紅纓夫君）
- 熊德誠 飾 宋高宗
- 伍永森 飾 汪伯彥
- 衛青 飾 黃潛喜
- 梁漢威 飾 沈尚書
- 湯錦堂 飾 寇賢柯
- 敖龍 飾 曹萬魁
- 譚榮傑 飾 徐海/烏奴
- 徐曼華 飾 黛瑪
- 洪志成 飾 容圖杜馬
- 唐天希 飾 完顏察哈爾
- 梁錦燊 飾 龍耿忠

其他演員：
- 李壽祺 飾金國酋長
- 劉少雄（ Vincent Lau ) 飾南宋士兵張貴( 在第八集片頭，第十八集片頭出場）

- 胡邊月，又名湖邊月： 九嬸（ 在第拾集片頭出場）

## 外部連結
- 金鳳凰 - 潘志文中文網 （页面存档备份，存于）